# Tortula napoana
Tortula napoana är en bladmossart som beskrevs av De Notaris 1859. Tortula napoana ingår i släktet tussmossor, och familjen Pottiaceae. Inga underarter finns listade i Catalogue of Life.